# تورکوا دراگا
تورکوا دراگا (اسلوونیایی: Turkova Draga) یک منطقهٔ مسکونی در اسلوونی است که در Lower Carniola واقع شده‌است.

## خصوصیات
تورکوا دراگا ۰ نفر جمعیت دارد و ۵۵۵٫۲ متر بالاتر از سطح دریا واقع شده‌است.